# Dorstenia colombiana
Dorstenia colombiana là một loài thực vật có hoa trong họ Moraceae. Loài này được Cuatrec. mô tả khoa học đầu tiên năm 1956.